# Grupo Telemicro
Grupo Telemicro es un conglomerado de medios de comunicación de la República Dominicana, con sede en Santo Domingo. Fundado en 1986 por el empresario Juan Ramón Gómez Díaz, el grupo se ha posicionado como uno de los principales actores del sector comunicacional del país, operando una amplia red de canales de televisión, emisoras de radio, medios digitales y empresas de telecomunicaciones. Ofrece una programación variada que abarca entretenimiento, noticias y servicios.
El conglomerado es conocido por operar canales  como Telemicro (canal 5), Digital 15 y Telecentro (canal 13), además de contar con una amplia cadena de emisoras radiales como La Kalle, Independencia FM y Primera FM. También gestiona Telemicro Internacional, un canal orientado a la diáspora dominicana en Estados Unidos y Europa. Con una oferta que abarca noticias, farándula, humor, telenovelas, deportes y contenido cultural, el grupo ha sido una figura importante en la evolución de los medios en República Dominicana.
Además de sus medios tradicionales, Grupo Telemicro ha expandido sus operaciones hacia el sector de las telecomunicaciones y los servicios digitales, a través de empresas como Viva.

## Historia
El Grupo Telemicro fue fundado en 1986 por Juan Ramón Gómez Díaz, quien inició con una visión empresarial orientada a ofrecer una alternativa moderna en los medios de comunicación dominicanos. En sus inicios, el proyecto se limitaba a transmisiones televisivas locales, pero rápidamente empezó a captar audiencias con una programación que mezclaba lo popular y lo comercial, dirigida especialmente a los sectores urbanos.
Durante la década de los años 90, el grupo comenzó su expansión con la adquisición y fundación de nuevas emisoras radiales y televisivas. Fue en este período que se lanzó el canal Digital 15, inicialmente como un canal musical, y posteriormente con una parrilla más variada. En 1999, el grupo adquirió el canal Telecentro, lo que amplió aún más su alcance y le permitió controlar una mayor proporción del mercado televisivo nacional.
En los años 2000, la empresa adoptó una estrategia de integración vertical, incorporando servicios de telecomunicaciones a través de la fundación de Tricom Celular, que posteriormente se transformaría en Viva, una de las principales compañías de telefonía móvil del país. Esta decisión amplió el rol del Grupo Telemicro, integrando funciones tanto de proveedor de contenido como de plataforma de distribución tecnológica.
Uno de los hitos más importantes fue el lanzamiento de Telemicro Internacional, un canal dirigido a la comunidad dominicana en el exterior, especialmente en Estados Unidos. Esto amplió la influencia del grupo más allá del territorio nacional, conectando a la diáspora con su cultura y noticias a través de una señal satelital y de cable.

## Empresas
El Grupo Telemicro opera diversas empresas bajo su estructura corporativa, organizadas principalmente en medios de comunicación y telecomunicaciones:

### Medios televisivos
- Telemicro canal 5: Canal principal del grupo, con programación generalista, incluyendo noticias, humor, farándula y entretenimiento.
- Digital 15: Canal orientado a música, variedades y contenido juvenil.
- Telecentro (canal 13): Canal con programación mixta, centrada en noticias, análisis y cultura.
- Telemicro Internacional: Canal de señal internacional, dirigido a la diáspora dominicana.

### Emisoras de radio
- La Kalle: Estación musical urbana[21]
- Independencia FM: Estación con contenido de noticias y música variada
- Primera FM: Emisora de programación variada, incluyendo música contemporánea y contenido informativo
- Mortal 104.9 FM: Emisora urbana de gran popularidad, especializada en música urbana, reguetón, dembow y hip hop.

### Telecomunicaciones
- Viva: Empresa de telecomunicaciones que ofrece servicios de telefonía móvil, datos y planes residenciales. Compite en el mercado dominicano con Claro y Altice.